# Mendl Neugröschel
Mendl Neugröschel, auch Mendel Nejgreschel und andere Schreibweisen (geboren 9. Februar 1903 in Nowy Sącz, Österreich-Ungarn; gestorben 8. Februar 1965 in New York City), war ein polnisch-österreichischer Schriftsteller, der in jiddischer Sprache publizierte.

## Leben
Mendl Neugröschel besuchte zunächst ein polnisches Gymnasium. Ab 1914 absolvierte er die Schule in Wien und studierte nach der Matura Rechtswissenschaften. 1929 wurde er promoviert und arbeitete als Rechtsanwalt. In Wien hatte er 1920 seine erste Gedichtveröffentlichung in der linkszionistischen Arbeter-tsaytung. Er schrieb Aufsätze und Gedichte für die jiddischen Zeitungen Tog in Wilna, Naye tsayt in Wien und Tsukunft in New York. Neugröschel publizierte drei Gedichtbändchen. Er wurde 1928 Gründer und Herausgeber der literarischen Monatsschrift Yidish, die in jiddischer Sprache erschien. Nach 1934 arbeitete er in der Wiener Abteilung des Jiddischen Wissenschaftlichen Instituts (Yivo) aus Wilna.
Neugröschel wurde nach dem Anschluss Österreichs im Mai 1938 aus rassistischen Gründen inhaftiert und in das KZ Dachau und das KZ Buchenwald verschleppt. Er kam im Februar 1939 frei und emigrierte mit Frau und Sohn Joachim (1938–2011) nach Brasilien und von dort im Januar 1941 in die USA. Neugröschel schrieb in Amerika eine Untersuchung über die jiddische Literatur in Galizien Anfang des 20. Jahrhunderts, die er 1955 publizierte.

## Werke (Auswahl)
- In shvartsn malkhes. Wien 1924.
- Getseltn. Warschau 1930.
- Kaylekhdike teg. Wien 1935.
- Kleyne antologye fun der yidisher lirik in galitsye 1897–1935. Wien 1936.
- (Hrsg.): Poylishe lirik. iberzetsungen (mit Übersetzungen neuer polnischer Dichter ins Jiddische). Wien 1936.
- di moderne jidische literatur in galizje (1904–1918), in: fun noentn òvar, New York 1955, S. 265–398.
- Gezamlte lider. New York 1968.